# قرن بشير (ملحان)

تعديل مصدري - تعديل

قرن بشير هي إحدى قرى عزلة بني العصيفري بمديرية ملحان التابعة لمحافظة المحويت، بلغ تعداد سكانها 377 نسمة حسب تعداد اليمن لعام 2004.